# Sarah Bouaoudia
Sara Bouaoudia, född 13 augusti 1983 är en algerisk sjukampare.
Som sjukampare vann hon guldmedaljen vid arabiska mästerskapen 2003, slutade fyra i All-Africa Games 2003, vann guldmedaljen vid Pan Arab Games 2004 och slutade femma vid Medelhavsspelen 2005.
I höjdhopp vann hon arabiska juniormästerskapet 1998, silvermedaljen vid Pan Arab Games 1999,vann bronsmedaljen vid arabiska juniormästerskapet 2002, slutade fyra på 2003 års All- Afrikaspel, slutade fjortonde vid Universiaden 2005, vann bronsmedaljen vid afrikanska mästerskapen 2006 Hon tävlade också vid ungdoms-VM 1999 utan att nå finalen. 
I längdhopp vann hon silvermedaljen vid Arabiska juniormästerskapen 1998, Afrikanska juniormästerskapen 2001, bronsmedaljen vid Pan Arab Games 1999, silvermedaljen vid Arab Junior Junior 2002 Mästerskap, slutade elva vid afrikanska mästerskapen 2002. Hon tävlade också vid ungdoms-VM 1999 utan att nå finalen.
Hennes personliga rekord är 5691 poäng i sjukamp, 1,85 meter i höjdhopp och 6,18 meter i längdhopp, alla uppnådda vid Medelhavsspelen 2005 i Almería. 1,85 meter är det algeriska rekordet.
Bouaoudia har också tävlat som stafettåkare, på både 4×100 och 4×400 meter. Hon hjälpte till att vinna guld i båda grenarna vid afrikanska juniormästerskapen 1999. Vid afrikanska mästerskapen 2002 slutade de trea på 4×400 meter stafett och satte ett algeriskt rekord: 39,70 minuter. Guld i 4x100 stafett vid arabiska mästerskapen 2003 följde.